# Lendou
Lendou – rzeka we Francji, przepływająca przez tereny departamentów Lot oraz Tarn i Garonna, o długości 34 km. Stanowi dopływ rzeki Barguelonnette.